# Geoff Lees
Geoffrey Thompson Lees, detto Geoff (Atherstone, 1º maggio 1951), è un ex pilota automobilistico britannico.

## Carriera
Inizia la carriera motoristica nella Formula Ford che si aggiudica, per poi passare nel 1976 alla Formula 3 col team Chevron. Nel 1978 passa alla Formula Aurora e corre il Campionato CanAm. Nella stagione coglie anche qualche buon risultato nella Formula 2 al volante di una Ensign e viene iscritto dal team Ensign al Gran Premio di Gran Bretagna ma non si qualifica.
Nel 1979 corre la sua prima gara di Formula 1 al volante di una competitiva Tyrrell (settimo nel Gran premio di Germania); nella stagione disputa il Campionato CanAm e si aggiudica il prestigioso Gran Premio di Macao.
Nel 1980 si concentra sulla Formula 1. Inizia la stagione con la Shadow (si qualifica solo in Sudafrica) per 5 gran premi, poi passa all'Ensign per tre Gran Premi (ma corre solo in Olanda) infine viene iscritto dalla Rainbow Jeans Racing con una Williams al Glen, ma senza qualificarsi.
Il 1981 vede Lees imporsi nel campionato di Formula 2 con una Ralt. Iscritto al Gran Premio di Gran Bretagna dalla Theodore Racing non vi parteciperà. Nel 1982 le sue ultime partecipazioni nel circus. Abbandona il Gran Premio del Canada con una Theodore e finisce 12º in Francia con una Lotus. Ha il curioso record di aver corso solo 5 Gran Premi di F1, con 5 marche differenti di auto (Tyrrell, Shadow, Ensign, Theodore e Lotus).
Dal 1983 inizia una fruttosa carriera in Giappone, tanto da aggiudicarsi in quell'anno il campionato di Formula 2. Dal 1985 passa alle vetture sport cogliendo buoni risultati sia in Giappone che nel campionato del mondo.  Nel biennio 1997-1998 corre con la McLaren nel campionato FIA GT. Si ritira dalle corse nel 2000.

## Risultati in F1
| 1978 | Scuderia | Vettura |  |  |  |  |  |  |  |  |  |    |  |  |  |  |  |  |  | Punti | Pos. |
| ---- | -------- | ------- |  |  |  |  |  |  |  |  |  | -- |  |  |  |  |  |  |  | ----- | ---- |
| 1978 | Ensign   | MN177   |  |  |  |  |  |  |  |  |  | NQ |  |  |  |  |  |  |  | 0     |      |

| 1979 | Scuderia | Vettura |  |  |  |  |  |  |  |  |  |   |  |  |  |  |  |  |  | Punti | Pos. |
| ---- | -------- | ------- |  |  |  |  |  |  |  |  |  | - |  |  |  |  |  |  |  | ----- | ---- |
| 1979 | Tyrrell  | 009     |  |  |  |  |  |  |  |  |  | 7 |  |  |  |  |  |  |  | 0     |      |

| 1980 | Scuderia               | Vettura                 |  |  |    |    |    |    |    |  |  |  |     |    |  |    |  |  |  | Punti | Pos. |
| ---- | ---------------------- | ----------------------- |  |  | -- | -- | -- | -- | -- |  |  |  | --- | -- |  | -- |  |  |  | ----- | ---- |
| 1980 | Shadow Ensign Williams | DN11 e DN12 MN180 FW07B |  |  | 13 | NQ | NQ | NQ | NQ |  |  |  | Rit | NQ |  | NQ |  |  |  | 0     |      |

| 1982 | Scuderia       | Vettura |  |  |  |  |  |  |  |     |  |  |    |  |  |  |  |  |  | Punti | Pos. |
| ---- | -------------- | ------- |  |  |  |  |  |  |  | --- |  |  | -- |  |  |  |  |  |  | ----- | ---- |
| 1982 | Theodore Lotus | TY02 91 |  |  |  |  |  |  |  | Rit |  |  | 12 |  |  |  |  |  |  | 0     |      |

| Legenda | 1º posto     | 2º posto | 3º posto    | A punti         | Senza punti/Non class.  | Grassetto – Pole position Corsivo – Giro più veloce |
| Legenda | Squalificato | Ritirato | Non partito | Non qualificato | Solo prove/Terzo pilota | Grassetto – Pole position Corsivo – Giro più veloce |